# Conogethes sahyadriensis
Conogethes sahyadriensis is een vlinder uit de familie van de grasmotten (Crambidae), uit de onderfamilie van de Spilomelinae. De wetenschappelijke naam van deze soort is voor het eerst voorgesteld door P. R. Shashank, Vadusev Kammar, Richard Mally en A. K. Chakravarthy in een publicatie uit 2018.
De soort komt voor in India.